# Оздаг, Умит
Умит Оздаг (тур. Ümit Özdağ; род. 3 марта 1961, Токио) — турецкий ультраправый политик, входил в партию националистического движения (ПНД). С ноября 2015 по февраль 2016 года занимал пост заместителя председателя ПНД. В 2021 году основал ультраправую Партию Победы, единственным представителем которой в турецком парламенте и является.

## Биография
Умит Оздаг родился 3 марта 1961 года в Токио. Мать Умита, Гёнюль Оздаг, возглавляла женское крыло ПНД. Отец Умита Музаффер Оздаг кумыкского происхождения был близким соратником основателя ПНД Алпарслана Тюркеша, также он входил в комитет национального единства, созданного после переворота 1960 года.
Умит Оздаг окончил Мюнхенский университет Людвига-Максимилиана. Затем получил степень магистра.
С 1986 года работал в университете Гази. В 1990 году окончил докторат. В 1993 году получил должность доцента за работы, посвящённые перевороту 1960 года и периоду президентства Аднана Мендереса. В 1994 году Оздаг занял должность редактора журнала «Avrasya Dosyası», посвящённого международным отношениям и стратегическим исследованиям. В 1980-х годах Умит Оздаг занимался исследованием проблем терроризма и этничности, затем в 1995 году написал работы по исследованию регионов восточной и юго-восточной Анатолии.
В 1997-98 годах занимался исследованиями и читал лекции на тему глобализации и проблем этничности в университете Тоусона в американском городе Балтимор. В 1999 году Оздаг создал Центр евразийских стратегических исследований (ASAM), в 2000 году — Институт армянских исследований. До 2004 года Умит Оздаг занимал пост президента ASAM и входил в его в состав правления. В 2001 году получил звание профессора, в 2005 году уволился из университета Гази и в том же году занял должность президента Института Турции 21-го века.

### Политическая карьера
В 2006 году Умит Оздаг объявил о своём желании баллотироваться на пост председателя ПНД. Через два дня его кандидатура была отвергнута, а он сам был исключён из партии. В 2010 году Оздаг восстановился в партии, в 2011 году он баллотировался от ПНД в парламент, но не был избран.
На 11-м очередном партийном конгрессе ПНД, проходившем в марте 2015 года, Умит Оздаг был избран членом ЦИК партии. В июне того же года он был избран в парламент, в ноябре того же года был переизбран. 14 ноября 2015 года был избран заместителем председателя партии.
В феврале 2016 года Оздаг ушёл с поста вице-председателя ПНД и призвал провести внеочередной конгресс в связи с поражением партии на выборах в ноябре 2015 года. 9 апреля 2016 года УМит Оздаг объявил о своём желании баллотироваться в председатели ПНД.
С 2017 года входил в руководство Хорошей партии. В 2021 году основал собственную ультраправую Партию Победы.
В конце января 2025 года был задержан турецкой полицией по обвинению в оскорблении Эрдогана.

### Личная жизнь
Происходит из семьи кумыкских мухаджиров. Женат, один ребёнок.